# Золотий м'яч ФІФА 2012
«Золотий м'яч ФІФА»

Церемонія 7 січня 2013
Найкращий футболіст світу: 
 Ліонель Мессі
 (вчетверте)

← 2011 • Золотий м'яч • 2013 →
Золотий м'яч ФІФА 2012 — третя церемонія нагородження «Золотим м'ячем ФІФА». Відбулася 7 січня 2013 року. Нагородження проходило у 8 номінаціях: найкращий футболіст та футболістка року, найкращий тренер чоловічих та жіночих команд, найкращий гол року, нагорода президента ФІФА, нагорода Фейр-плей та символічна збірна року. Переможцем в номінації найкращий футболіст учетверте поспіль став Ліонель Мессі — вперше за понад 50-літню історію нагороди гравець здобув «Золотий м'яч» четвертий раз, перевершивши досягнення Кройфа, ван Бастена, та Платіні, які мали по три нагороди.

## Найкращий футболіст світу
Це було 57-ме вручення нагороди в історії для «Франс Футбол» та 22-ге — для ФІФА. У попередні роки французький журнал проводив опитування серед журналістів, а ФІФА — тренерів і капітанів національних збірних світу. З 2010 році ці три опитування об'єднали в одне, причому кількість журналістів уже ніхто не обмежував. В голосуванні могли брати участь представники усіх країн, що є членами ФІФА.

### Процедура голосування
В опитуванні взяли участь загалом 505 респондентів, зокрема:
- 170 тренерів національних збірних;

- 170 капітанів національних збірних;

- 165 представників спортивних ЗМІ.

Перед проведенням опитування організаторами був складений попередній список з 23 претендентів на нагороду.
Кожен із членів журі обирав трьох футболістів, які, на його думку, є найкращими гравцями світу. За перше місце нараховували 5 очок, за друге — три, за третє — одне очко. Усі набрані очки розподілялися пропорційно між тренерами, капітанами та журналістами (по 33,33 %).
Представники від України голосували наступним чином:
- Олександр Заваров (головний тренер збірної України): 1-ше місце — Ліонель Мессі; 2-ге — Хаві Ернандес; 3-тє — Кріштіану Роналду;[1]

- Анатолій Тимощук (капітан збірної України): 1-ше місце — Ліонель Мессі; 2-ге — Андрес Іньєста; 3-тє — Радамель Фалькао;

- Представник преси від України: 1-ше місце — Хаві Ернандес; 2-ге — Андрес Іньєста; 3-тє — Ліонель Мессі.

### Підсумки голосування
Володарем нагороди вчетверте поспіль став 25-річний аргентинський нападник клубу «Барселона» Ліонель Мессі, який у тому ж році перевершив досягнення Герда Мюллера 40-річної давнини, забивши за календарний рік 91 гол в офіційних матчах за клуб та національну збірну.
Це четвертий із восьми «Золотих м'ячів» отриманих Ліонелем Мессі.
| Місце               | Футболіст           | Клуб                      | Країна              | Всього голосів (%) | Голоси тренерів | Голоси тренерів | Голоси тренерів | Голоси тренерів | Голоси тренерів | Голоси капітанів | Голоси капітанів | Голоси капітанів | Голоси капітанів | Голоси капітанів | Голоси преси | Голоси преси | Голоси преси | Голоси преси | Голоси преси |
| Місце               | Футболіст           | Клуб                      | Країна              | Всього голосів (%) | 1               | 2               | 3               | Очки            | %               | 1                | 2                | 3                | Очки             | %                | 1            | 2            | 3            | Очки         | %            |
| ------------------- | ------------------- | ------------------------- | ------------------- | ------------------ | --------------- | --------------- | --------------- | --------------- | --------------- | ---------------- | ---------------- | ---------------- | ---------------- | ---------------- | ------------ | ------------ | ------------ | ------------ | ------------ |
| 1                   | Ліонель Мессі       | Барселона                 | Аргентина           | 41,60 %            | 113             | 35              | 9               | 679             | 14,79 %         | 98               | 34               | 16               | 608              | 13,25 %          | 92           | 42           | 18           | 604          | 13,56 %      |
| 2                   | Кріштіану Роналду   | Реал Мадрид               | Португалія          | 23,68 %            | 24              | 67              | 32              | 353             | 7,69 %          | 26               | 58               | 28               | 332              | 7,23 %           | 36           | 59           | 33           | 390          | 8,76 %       |
| 3                   | Андрес Іньєста      | Барселона                 | Іспанія             | 10,91 %            | 10              | 14              | 30              | 122             | 2,66 %          | 12               | 22               | 27               | 153              | 3,33 %           | 18           | 30           | 39           | 219          | 4,92 %       |
| 4                   | Хаві Ернандес       | Барселона                 | Іспанія             | 4,08 %             | 2               | 12              | 12              | 58              | 1,26 %          | 8                | 11               | 15               | 88               | 1,92 %           | 3            | 5            | 10           | 40           | 0,90 %       |
| 5                   | Радамель Фалькао    | Атлетіко                  | Колумбія            | 3,67 %             | 3               | 9               | 22              | 64              | 1,39 %          | 3                | 7                | 17               | 53               | 1,15 %           | 2            | 8            | 16           | 50           | 1,12 %       |
| 6                   | Ікер Касільяс       | Реал Мадрид               | Іспанія             | 3,18 %             | 2               | 6               | 8               | 36              | 0,78 %          | 3                | 4                | 6                | 33               | 0,72 %           | 9            | 6            | 12           | 75           | 1,68 %       |
| 7                   | Андреа Пірло        | Ювентус                   | Італія              | 2,66 %             | 3               | 5               | 9               | 39              | 0,85 %          | 4                | 7                | 6                | 47               | 1,02 %           | 2            | 4            | 13           | 35           | 0,79 %       |
| 8                   | Дідьє Дрогба        | Челсі Шанхай Шеньхуа      | Кот-д'Івуар         | 2,60 %             | 4               | 4               | 8               | 40              | 0,87 %          | 4                | 6                | 4                | 42               | 0,92 %           | 2            | 6            | 8            | 36           | 0,81 %       |
| 9                   | Робін ван Персі     | Арсенал Манчестер Юнайтед | Нідерланди          | 1,45 %             | -               | 2               | 8               | 14              | 0,30 %          | 2                | 4                | 11               | 33               | 0,72 %           | 1            | 3            | 5            | 19           | 0,43 %       |
| 10                  | Златан Ібрагімович  | Мілан Парі Сен-Жермен     | Швеція              | 1,24 %             | 3               | 2               | 8               | 29              | 0,63 %          | 2                | 4                | 5                | 27               | 0,59 %           | -            | -            | 1            | 1            | 0,02 %       |
|                     |                     |                           |                     |                    |                 |                 |                 |                 |                 |                  |                  |                  |                  |                  |              |              |              |              |              |
| 11                  | Хабі Алонсо         | Реал Мадрид               | Іспанія             | 1,09 %             | 1               | 4               | 6               | 23              | 0,50 %          | 3                | 2                | 6                | 27               | 0,59 %           | -            | -            | -            | -            | -            |
| 12                  | Яя Туре             | Манчестер Сіті            | Кот-д'Івуар         | 0,77 %             | 2               | 1               | 1               | 14              | 0,31 %          | 1                | 2                | 5                | 16               | 0,35 %           | -            | 1            | 2            | 5            | 0,11 %       |
| 13                  | Неймар              | Сантус                    | Бразилія            | 0,61 %             | -               | 4               | 5               | 17              | 0,37 %          | -                | 1                | 8                | 11               | 0,24 %           | -            | -            | -            | -            | -            |
| 14                  | Месут Озіль         | Реал Мадрид               | Німеччина           | 0,41 %             | 1               | -               | 5               | 10              | 0,22 %          | -                | 2                | 2                | 8                | 0,17 %           | -            | -            | 1            | 1            | 0,02 %       |
| 15                  | Вейн Руні           | Манчестер Юнайтед         | Англія              | 0,39 %             | -               | 1               | 1               | 4               | 0,09 %          | 1                | 2                | 2                | 13               | 0,28 %           | -            | -            | 1            | 1            | 0,02 %       |
| 16                  | Джанлуїджі Буффон   | Ювентус                   | Італія              | 0,35 %             | 1               | 1               | 1               | 9               | 0,20 %          | 1                | -                | 1                | 6                | 0,13 %           | -            | -            | 1            | 1            | 0,02 %       |
| 17                  | Серхіо Агуеро       | Манчестер Сіті            | Аргентина           | 0,30 %             | -               | 1               | 3               | 6               | 0,13 %          | -                | 1                | 4                | 7                | 0,15 %           | -            | -            | 1            | 1            | 0,02 %       |
| 18                  | Мануель Ноєр        | Баварія                   | Німеччина           | 0,2192 %           | -               | 2               | 1               | 7               | 0,15 %          | -                | -                | 1                | 1                | 0,02 %           | -            | -            | 2            | 2            | 0,04 %       |
| 19                  | Серхіо Рамос        | Реал Мадрид               | Іспанія             | 0,2177 %           | -               | -               | 1               | 1               | 0,02 %          | 1                | 1                | 1                | 9                | 0,20 %           | -            | -            | -            | -            | -            |
| 20                  | Серхіо Бускетс      | Барселона                 | Іспанія             | 0,20 %             | 1               | -               | -               | 5               | 0,11 %          | -                | 1                | 1                | 4                | 0,09 %           | -            | -            | -            | -            | -            |
| 21                  | Жерард Піке         | Барселона                 | Іспанія             | 0,1096 %           | -               | -               | -               | -               | -               | -                | 1                | 1                | 4                | 0,09 %           | -            | -            | 1            | 1            | 0,02 %       |
| 22                  | Карім Бензема       | Реал Мадрид               | Франція             | 0,1089 %           | -               | -               | -               | -               | -               | 1                | -                | -                | 5                | 0,11 %           | -            | -            | -            | -            | -            |
| 23                  | Маріо Балотеллі     | Манчестер Сіті            | Італія              | 0,07 %             | -               | -               | -               | -               | -               | -                | -                | 3                | 3                | 0,07 %           | -            | -            | -            | -            | -            |
| Помилки голосування | Помилки голосування | Помилки голосування       | Помилки голосування | 0,09 %             | -               | -               | -               | -               | -               | -                | -                | -                | -                | -                | -            | 1            | 1            | 4            | 0,09 %       |

### Цікаві факти

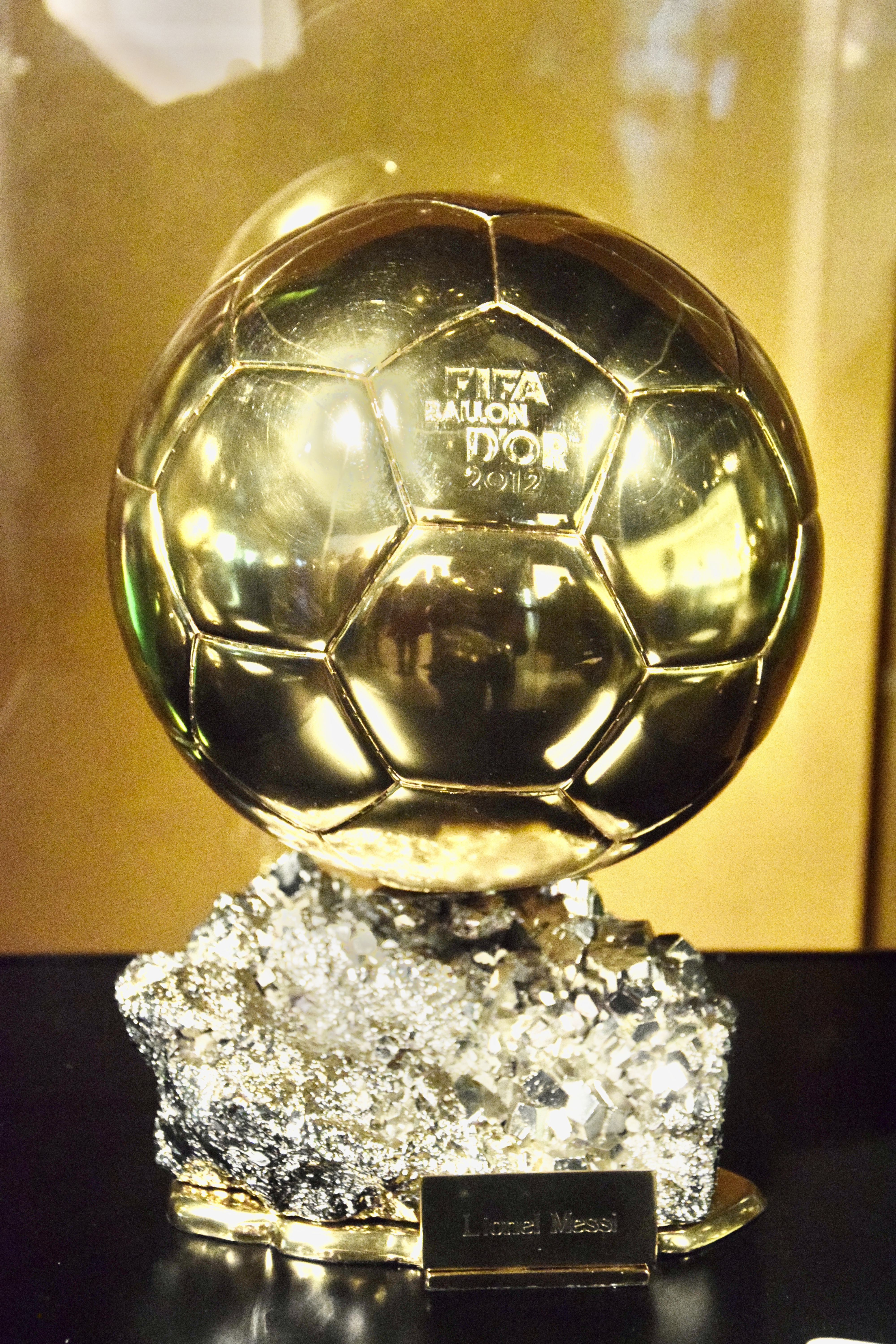
Золотий м'яч Ліонеля Мессі

- Розподіл по амплуа серед 23 футболістів згаданих в анкетах наступний: 3 воротарі, 2 захисники, 7 півзахисників та 11 нападників.
- З 23 гравців згаданих в анкетах 17 представляли Європу, 4 — Південну Америку, 2 — Африку.
- Ліонель Мессі став першим чотириразовим володарем нагороди «Золотий м'яч». По три нагороди мали Йоган Кройф, Мішель Платіні та Марко ван Бастен.
- Ліонель Мессі шостий рік поспіль потрапляє у трійку найкращих за підсумками опитувань. Аргентинець вийшов у лідери за кількістю призових місць (6) обійшовши Мішеля Платіні та Франца Бекенбауера, у яких було по 5 подіумів. Також 5 подіумів стало у Кріштіану Роналду.
- Ліонель Мессі завоював четвертий трофей для Аргентини. Лідерами за кількістю трофеїв залишалися Німеччина та Нідерланди — по 7, у Франції було 6 нагород, Італії, Англії та Бразилії — по 5, в Аргентини — 4, в Іспанії, Португалії та СРСР — було по 3 нагороди.
- 23 згаданих в анкетах футболістів представляли 12 країн, зокрема: Іспанію — 7, Італію — 3, Німеччину, Аргентину та Кот-д'Івуар — по 2, Бразилію, Англію, Нідерланди, Португалію, Францію, Швецію та Колумбію — по 1 гравцю.
- Вперше в анкетах респондентів були згаданий представник Колумбії (Радамель Фалькао). Загальна кількість країн чиї представники потрапляли в загальний залік опитувань досягла 53-х, з них Європу представляли — 37 країн, Африку — 8 країн, Пд. Америку — 5 країн, зону КОНКАКАФ — 2 країни та 1 країна Азію.
- Колумбія стала п'ятою країною Південної Америки, після Бразилії, Аргентини, Чилі та Уругваю, представник якої потрапив в залік опитування нагороди «Золотий м'яч».
- П'ятий рік поспіль Іспанія представлена в заліку опитувань не менш ніж 6 гравцями. Попереднє досягнення належало Німеччині — чотири роки поспіль (1974 — 1977 рр.). Іспанія також тричі поспіль представлена 7 гравцями, попереднє досягнення теж було в Німеччини — 2 роки поспіль (1974 та 1975 рр.).
- 27 рік поспіль в заліку опитувань відсутні представники Угорщини, які до того були постійними учасниками опитувань. Також протягом 25 років поспіль відсутні представники Шотландії, по 18 — Бельгії та Австрії, 14 — Хорватії.
- Вперше за 4 роки в заліку опитування були представники Італії.
- Усього за 57 років вручення нагороди найчастіше згадувалися в анкетах хоча б одного разу футболісти Німеччини — у 53 опитуваннях, футболісти Італії згадувалися у 52 опитуваннях, Англії та Франції — у 51, Іспанії — у 50, Нідерландів — у 40, Португалії — у 39, Швеції — у 35, Югославії — у 30, СРСР — у 29, Данії та Бельгії — у 24, Шотландії та Болгарії — у 23, Угорщини — у 20 опитуваннях.
- Німецькі футболісти найчастіше потрапляли в загальний залік опитувань — 183 рази, італійські — 172, англійські — 140, французькі — 125, іспанські — 118, нідерландські — 96, радянські — 66, португальські — 65, бразильські — 58, шведські — 51, угорські — 50, югославські — 46, данські — 44 рази.
- Ушістнадцяте лауреатом трофея став представник іспанської першості. Лідером за цим показником залишався італійський чемпіонат — 18 трофеїв, в іспанської першості було 16 трофеїв, у німецької — 9, англійської — 6 трофеїв.
- Вдесяте лауреатом опитування став футболіст «Барселони». До Ліонеля Мессі (чотири рази), це також вдавалося Луїсу Суаресу (1960), Йогану Кройфу (1973, 1974), Христо Стоїчкову (1994), Рівалдо (1999) та Роналдінью (2005).
- «Барселона» зміцнила лідерство за кількістю «Золотих м'ячів» — 10 трофеїв. У «Мілана» та «Ювентуса» було по 8 трофеїв. 6 нагород було у мадридського «Реала», 5 — у «Баварії», 4 — у «Манчестер Юнайтед».
- Всього в анкетах були згадані гравці з 10 клубів, зокрема: мадридського «Реала» — 6, «Барселони» — 5, «Манчестер Сіті» — 3, «Ювентуса» та «Манчестер Юнайтед» — по 2, «Атлетіко», «Парі Сен-Жермен», «Баварії», «Сантуса» та «Шанхай Шеньхуа» — по 1 футболісту.
- Всього за 57 років проведення опитувань в анкетах загалом були згадані 684 футболісти зі 195 клубів. Футболісти «Ювентуса» та мадридського «Реала» були згадані хоча б одного разу у 45 опитуваннях, «Барселони» — у 43, «Манчестер Юнайтед» — у 40, «Інтернаціонале» та «Баварії» — у 39, «Мілана» — у 38, «Ліверпуля» — у 24, «Аякса» — у 21, «Фіорентіни», «Арсенала» та «Тоттенгем Готспур» — у 19, «Кельна» — у 17, «Олімпік» (Марсель) — у 16, «Роми», «Црвени Звезди» та «Бенфіки» — у 15, празької «Дукли», «Гамбурга» та київського «Динамо» — у 14 опитуваннях.
- Лідером за кількістю футболістів, які фігурували за історію опитувань тижневика «Франс Футбол» був мадридський «Реал» — 45 гравців, «Барселону» представляли 44 гравці, «Ювентус» — 41, «Манчестер Юнайтед» — 36, «Мілан»  — 35, «Інтернаціонале» — 29, «Баварію» — 26, «Ліверпуль» — 22, «Аякс» — 21, «Арсенал» — 16, «Лаціо» — 14, «Кельн», марсельський «Олімпік» та «Челсі» — по 13, київське «Динамо» — 12, «Бенфіку» — 11 футболістів.
- Вперше в опитуваннях були згаданий гравець з клубу «Шанхай Шеньхуа» (Дідьє Дрогба). Загальна кількість клубів чиї представники потрапляли в загальний залік опитувань досягла 195.
- Вперше в анкетах респондентів були згадані 4 футболістів, зокрема: Радамель Фалькао, Мануель Ноєр, Серхіо Бускетс та Маріо Балотеллі.
- 4 гравці — це найменша кількість дебютантів в рамках одного опитування за історії вручення нагороди. До цього найменший показник складав — 5 дебютантів у 1971 році.
- Іспанія стала п'ятою країною в історії вручення нагороди, яку представляли у заліках опитувань не менше 50 гравців. Загалом 684 згаданих в анкетах гравців за історію проведення опитувань були представниками 53 країн. Лідерами за кількістю таких футболістів були Німеччина — 63, Італія — 59 та Англія — 55 гравців. У десятку лідерів також входили Франція — 51, Іспанія — 50, Нідерланди — 38, СРСР — 29, Югославія — 25, Португалія — 24, Швеція та Бразилія — по 23 гравці.
- Кріштіану Роналду вдев'яте потрапив у заліки опитувань. Рекордсменами за кількістю потраплянь у заліки опитувань залишалися Франц Бекенбауер та Йоган Кройф — в обох по 12, у Еусебіу, Мішеля Платіні, Зінедіна Зідана та Паоло Мальдіні було по 11, у Льва Яшина, Джанні Рівери, Герда Мюллера та Мікаеля Лаудрупа  — по 10, у Боббі Чарлтона, Сандро Маццоли, Тьєррі Анрі та Кріштіану Роналду — було по 9 потраплянь.
- Ліонель Мессі вшосте потрапив у п'ятірку найкращих за підсумками опитувань, вп'яте — Кріштіану Роналду та Хаві Ернандес. Лідером за кількістю потраплянь у чільну п'ятірку залишався Франц Бекенбауер — 10 разів, далі розташовувалися Мішель Платіні — 8, Йоган Кройф — 7, Еусебіу, Зінедін Зідан та Ліонель Мессі — по 6, а також Карл-Гайнц Румменігге, Луїс Суарес, Андрій Шевченко, Тьєррі Анрі, Кріштіану Роналду та Хаві Ернандес — по 5 разів.
- Франц Бекенбауер також залишався лідером за кількістю потраплянь у 10-ку найкращих — 11 разів, за ним розташовувалися Мішель Платіні та Йоган Кройф — по 9, Еусебіу, Джанні Рівера та Герд Мюллер — по 8, Боббі Чарлтон, Карл-Гайнц Румменігге, Зінедін Зідан та Тьєррі Анрі — по 7 разів. Ліонель Мессі та Кріштіану Роналду по 6 разів потрапляли у підсумкову десятку.

## Найкращий тренер світу

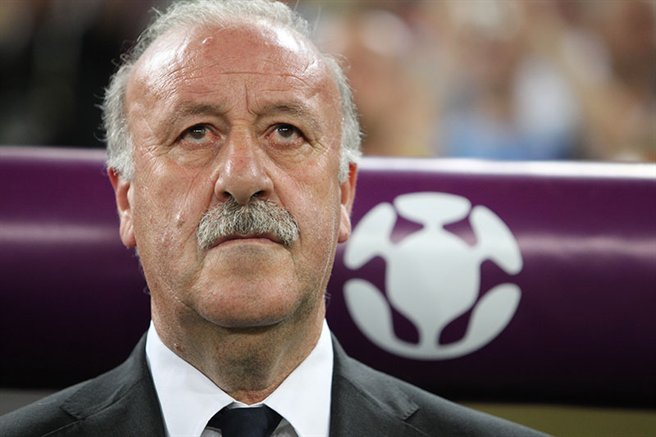
Вісенте дель Боске найкращий тренер 2012 року

## Найкращий тренер світу[5]
| Місце | Тренер             | Країна     | Клуб              | Всього голосів (%) | Голоси тренерів | Голоси капітанів | Голоси преси |
| ----- | ------------------ | ---------- | ----------------- | ------------------ | --------------- | ---------------- | ------------ |
| 1     | Вісенте дель Боске | Іспанія    | зб. Іспанії       | 34,51 %            | 11,96           | 8,41             | 14,14        |
| 2     | Жозе Моурінью      | Португалія | Реал              | 20,49 %            | 5,90            | 8,76             | 5,83         |
| 3     | Пеп Гвардіола      | Іспанія    | Барселона         | 12,91 %            | 5,08            | 5,77             | 2,06         |
| 4     | Роберто Ді Маттео  | Італія     | Челсі             | 12,02 %            | 2,88            | 3,05             | 6,09         |
| 5     | Алекс Фергюсон     | Шотландія  | Манчестер Юнайтед | 5,82 %             | 2,51            | 2,81             | 0,50         |

## Найкраща футболістка світу

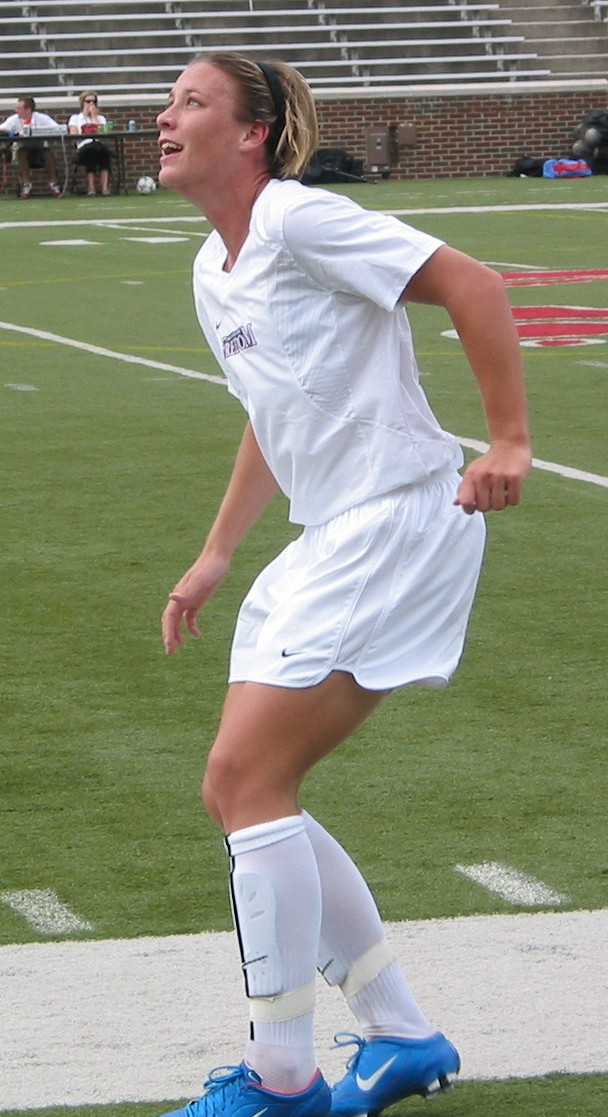
Еббі Вамбах найкраща футболістка світу 2012 року

| Місце | Футболістка  | Країна   | Клуб                  | Всього голосів (%) | Голоси тренерів | Голоси капітанів | Голоси преси |
| ----- | ------------ | -------- | --------------------- | ------------------ | --------------- | ---------------- | ------------ |
| 1     | Еббі Вамбах  | США      | Меджік Джек (ВПС)     | 20,67 %            | 6,93            | 5,68             | 8,06         |
| 2     | Марта        | Бразилія | Вестерн Нью-Йорк Флеш | 13,50 %            | 4,38            | 4,95             | 4,17         |
| 3     | Алекс Морган | США      | Сієтл Сандерс Вумен   | 10,87 %            | 3,25            | 3,73             | 3,89         |

## Найкращий жіночий тренер світу
| Місце | Тренер        | Країна  | Клуб/Збірна | Всього голосів (%) | Голоси тренерів | Голоси капітанів | Голоси преси |
| ----- | ------------- | ------- | ----------- | ------------------ | --------------- | ---------------- | ------------ |
| 1     | Піа Санджейдж | Швеція  | США         | 28,59 %            | 8,14            | 8,14             | 12,31        |
| 2     | Норіо Сасакі  | Японія  | Японія      | 23,83 %            | 9,76            | 8,14             | 5,93         |
| 3     | Бруно Біні    | Франція | Франція     | 9,02 %             | 3,48            | 2,67             | 2,87         |

## Символічна збірна світу ФІФА
| Футболіст         | Країна     | Клуб        |
| ----------------- | ---------- | ----------- |
| Ікер Касільяс     | Іспанія    | Реал Мадрид |
| Дані Алвес        | Бразилія   | Барселона   |
| Жерард Піке       | Іспанія    | Барселона   |
| Серхіо Рамос      | Іспанія    | Реал Мадрид |
| Марсело           | Бразилія   | Реал Мадрид |
| Андрес Іньєста    | Іспанія    | Барселона   |
| Хабі Алонсо       | Іспанія    | Реал Мадрид |
| Хаві Ернандес     | Іспанія    | Барселона   |
| Ліонель Мессі     | Аргентина  | Барселона   |
| Кріштіану Роналду | Португалія | Реал Мадрид |
| Радамель Фалькао  | Колумбія   | Атлетіко    |

## Найкращий гол року (Премія Пушкаша)[6]
| Місце | Гравець          | Країна     | Клуб         | Суперник        | Рахунок | Турнір              | % голосів |
| ----- | ---------------- | ---------- | ------------ | --------------- | ------- | ------------------- | --------- |
| 1     | Мирослав Стох    | Словаччина | «Фенербахче» | Генчлербірлігі  |         | Чемпіонат Туреччини | 78 %      |
| 2     | Радамель Фалькао | Колумбія   | Атлетіко     | Америка де Калі |         | Товариський матч    | 15 %      |
| 3     | Неймар           | Бразилія   | Сантус       | Інтернасьйонал  |         | Кубок Лібертадорес  | 7 %       |

## Премія президента ФІФА

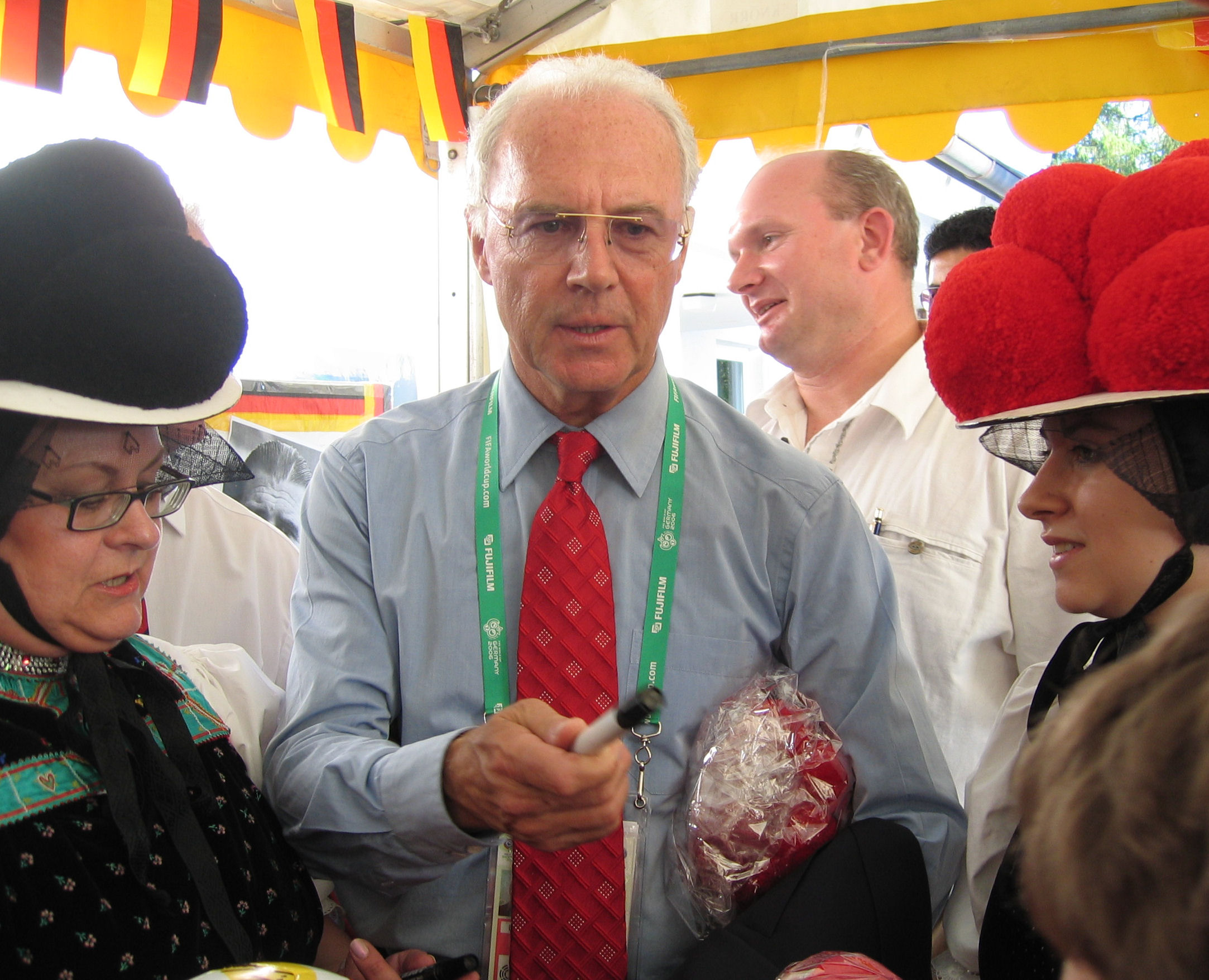
Франц Бекенбауер володар нагороди президента ФІФА 2012 року

Цю почесну нагороду присуджує ФІФА з 2001 року для тих осіб чи організацій, які роблять значний внесок в футбол.
- Франц Бекенбауер[8]

## НагородаФейр-плей
Футбольна асоціація Узбекистану